# San Pedro de los Pinos
San Pedro de los Pinos es una colonia ubicada al centro-poniente de la Ciudad de México dentro de los límites de la alcaldía Benito Juárez. Comprende una gran extensión urbanizada de la primera mitad del siglo XX, aunque a finales del siglo XIX ya se habían establecido algunas quintas y villas de veraneo dada su cercanía a poblados como Tacubaya y Mixcoac, las cuales alguna vez fueron grandes extensiones de cultivo pertenecientes a ranchos y haciendas.

## Ubicación
Los límites de ésta colonia corresponden al norte con la calle 11 de abril, la calle 2 entre avenida Revolución y blvd. Adolfo López Mateos, y la Colonia Tacubaya; al sur con la Avenida San Antonio y la colonia Ciudad de los Deportes; al oriente con Viaducto Río Becerra y la Colonia Nápoles; y al poniente apenas pasa del Anillo Periférico y la colonia 8 de Agosto. La colonia cuenta con dos espacios verdes, denominados Parque Luis Pombo y Parque Miraflores.

## Nomenclatura
La nomenclatura usada para las calles de la colonia corresponde al sistema numeral. Desde la Avenida Revolución hacia el poniente, las calles tienen numeración par, y desde la misma avenida hacia el oriente, la numeración corresponde a los nones. Algunas excepciones corresponden a la Calle de Pirámide, a la Calle de Pinos, a la "avenida primero de mayo", a la "Privada Licfas" y a la "Privada Gudiño".

## Historia

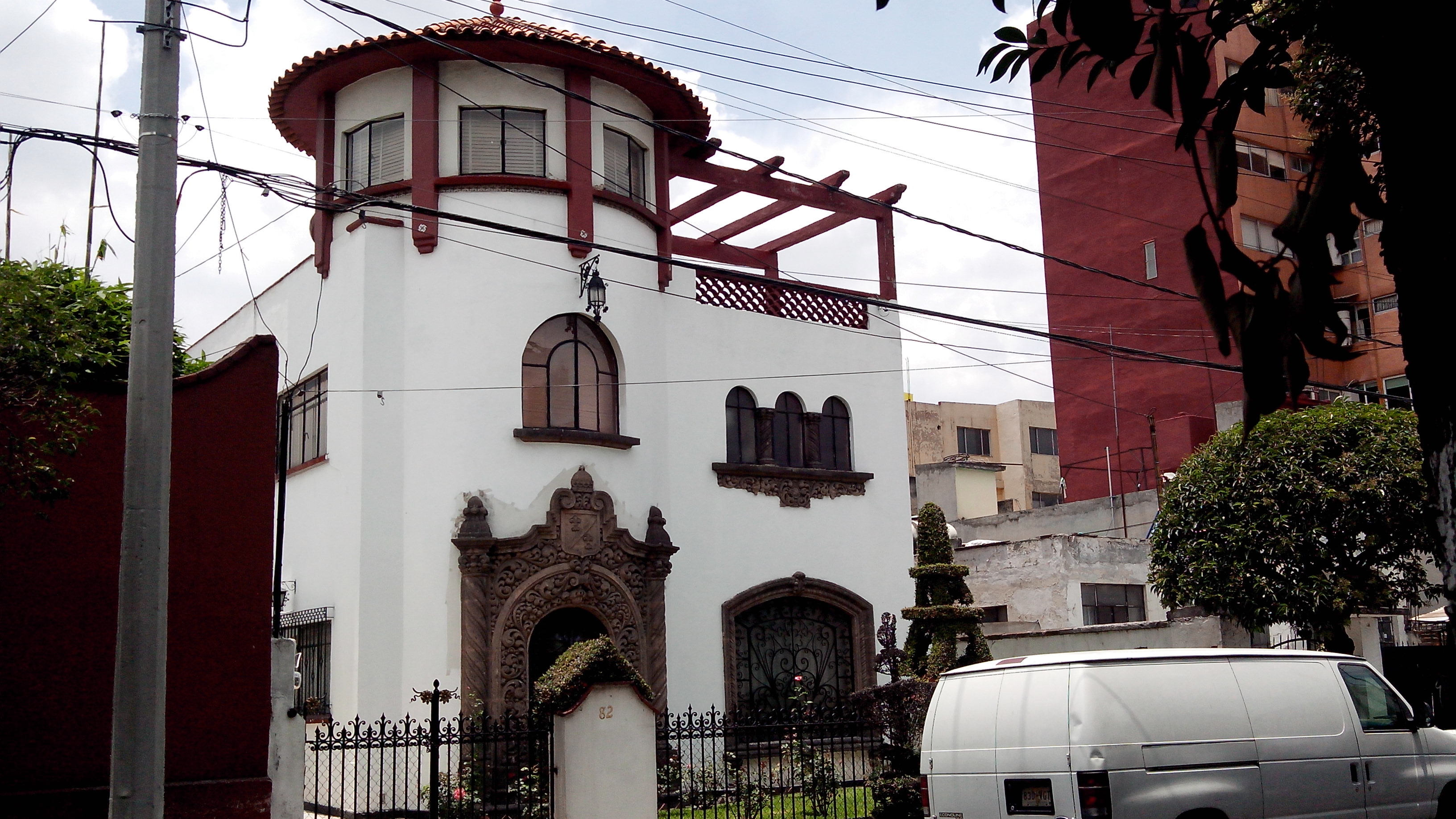
Casa estilo colonial californiano.

Esta zona ya se encontraba poblada desde tiempos prehispánicos, como lo demuestra la presencia de asentamientos en la zona arqueológica ubicada al suroeste de la colonia, en donde se levantó el pequeño Teocalli dedicado al dios Mixcóatl.
Durante el período colonial, se establecieron algunos obrajes en el poblado de Mixcoac y algunas rancherías, aunque la mayor parte del terreno perteneció a haciendas. La presencia de estos se debió a la necesidad de aprovechar los recursos del lugar, sobre todo del recurso forestal por la presencia de los bosques de pino en la zona, de ahí que tomara el nombre. Esta zona dependió en buena medida de la población citada dada su relativa cercanía. Los caminos que iban de Tacubaya a San Ángel, Chimalistac y Coyoacán pasaban por este poblado y atravesaban el lugar debido a la presencia de la garita de San Pedro, cercana ala cual la orden dominica levantó una pequeña capilla y convento, por el cual se le empezó a llamar al lugar por su nombre actual.
A finales del siglo XIX, se edifican algunos palacetes y quintas de veraneo en la zona, gracias a la cercanía relativa con el poblado de Tacubaya y Mixcoac.
El rancho de San Pedro y Santa Teresa ocupaban los terrenos de la actual Unidad 8 de agosto, y colindaban con la antigua población de Tacubaya en su costado sur. Hacia 1886 se habían trazado en dichos terrenos poco más de 20 manzanas, y para 1900 la naciente colonia se comenzó a poblar. Su traza urbana muestra una retícula ortogonal bien definida, en la cual se distingue la nomenclatura numeral —por lo general— de sus calles.
Ya terminada la Revolución se inicia la urbanización de la zona, caracterizada también por el establecimiento de algunas fábricas como la cementera la Tolteca. Para finales de la primera mitad del siglo XX, la colonia se ve dividida al abrirse la Avenida Revolución, a la que le seguiría la Avenida Patriotismo. Posteriormente sus límites se verían conformados al realizarse las grandes obras viales con la creación del Anillo Periférico y el Viaducto Río Becerra. Para finales del año 2003, se concluyen las obras del distribuidor vial del Segundo Piso en la Avenida San Antonio.

## Transporte
La colonia cuenta con dos estaciones del Metro de la Ciudad de México. Una es la estación San Pedro de los Pinos de la línea 7 que se ubica en la Av. Revolución esquina con la calle 4. La  estación San Antonio de la misma línea y continuación de San Pedro, se encuentra en la frontera de la colonia, por lo cual también puede ser una opción. Puede acceder a la colonia por las avenidas Patriotismo o  Revolución, así como por el Anillo Periférico, ya sea por camión, taxi o automóvil.

## Patrimonio histórico y cultural
| Imagen | Sitio |
| ------ | --- |
|        | En la zona sur de la colonia se conserva restos de un adoratorio del periodo Posclásico, y en el mismo predio se localiza el Centro Cultural La Pirámide. |
|        | Cuenta con una enorme fachada revestida de tabique, de estilo barroco y neoclásico. El campanario muestra una torre de forma ochavada. Es un templo Dominico cuya construcción comenzó en 1922 y finalizó a finales de los 50. Es un sitio digno de visitarse y apreciar la belleza de sus retablos, altares y sobre todo los hermosos vitrales policromados en el crucero, así como las pinturas alusivas a la vida de San Vicente Ferrer. |
|        | En la calle 24 esquina con cerrada Pirámide, a un lado del Periférico, se encuentra el centro cultural "La Pirámide", en el cual se imparten diversos cursos, tanto deportivos como de las artes. |
|        | La secundaria Diurna Num. Ocho, antes Convento de Madres Teresianas, data de 1895 y es catalogada como Patrimonio Nacional. Esta institución educativa es reconocida por ser de las casi extintas en México que aceptan sólo mujeres. |
|        | Parque Pombo El Parque Pombo colinda por el norte y el sur con la calle 7, a la cual divide en dos, con la avenida 2 al poniente y con la avenida 3 al oriente. Su nombre es honor de Luis Pombo, abogado oaxaqueño, quien donó este espacio a la comunidad en 1904. Tiene un área de juegos infantiles, recientemente remodelada (2010). Al centro del parque hay un kiosco ochavado, con la cubierta sostenida por columnas metálicas esbeltas, clásicas de su época. En sus alrededores encontrará neverías, panadería, cafeterías, abarrotes, farmacia, el mercado San Pedro, así como la parroquia de San Vicente Ferrer. |
|        | El Parque Miraflores (fallidamente se le intentó llamar Emilio Carballido) colinda por el norte con la calle 17 y por el sur con la calle 21. La avenida 2, corriendo de norte a sur desde donde se encuentran el Parque Pombo y el Mercado de San Pedro, topa con el Parque Miraflores y se divide en dos, corriendo a ambos lados del Parque colindando por el Oriente (sentido norte-sur) y Poniente (sentido sur-norte), pudiendo dársele la vuelta a todo el parque en sentido de las manecillas del reloj. Pero no siempre fue así: antes de la década de los años 70, el parque se dividió en cuatro cuadrantes, atravesado de norte a sur por la avenida 2 y de oriente a poniente por la calle 19, encontrándose en la intersección de ambas vías una pequeña glorieta con una fuente ya sin uso. La gente podía pasear por avenida 2 o por calle 19 cruzando el parque (no rodeándolo) y dar vuelta a la glorieta. En algún momento, el tránsito fue cerrado y los niños podían ir en bicicleta o en patines por el asfalto de las calzadas que seguían cruzando el parque, hasta que las raíces de los árboles lo empezaron a ondular. Inclusive a finales de los años 60, seguían en lo alto de dos árboles que estaban en esas calzadas, dos televisores en sus soportes, que un vecino de San Pedro de los Pinos donó para que los colonos que no contaban con televisión en los años 50 "pudieran tener acceso a tan portentoso medio de comunicación". Una de dichas televisiones colindaba con uno de los cuadrantes, en donde había una cancha de fútbol de arena con porterías de madera, lugar donde se llegaron a organizar torneos con equipos formados por niños y jóvenes de la colonia, bajo el liderazgo e interés del pintor Javier Vázquez Farfán, así como de los hermanos Miguel y José Saldaña Durán. El Parque Miraflores tiene una extensión mayor que el Pombo. Desde 1971, año en que se remodeló totalmente, cuenta con juegos infantiles y la particularidad son sus pisos diseñados a partir de circunferencias de diversos tamaños y los enormes pinos que dan nombre a esta colonia. En 2010, para conmemorar el Bicentenario de la Iniciación de la Independencia, se construyó en la orilla que colinda con calle 17, un pedestal sin placa ni rótulo, sobre el cual se montó una estatua que posiblemente sea en honor de José María Morelos y Pavón. Asimismo, para celebrar el día de Reyes de 2012, fueron inaugurados nuevos juegos infantiles en la zona donde antes cruzaba la calzada y donde estaba hacía 40 años una de las televisiones "públicas". En sus alrededores hay menos comercios lo que lo hace el sitio ideal para distraerse, relajarse y sentirse como se aparta del caos de la ciudad. Ambos parques se encuentran entre las avenidas Revolución y Patriotismo. |

### Comercio, entretenimiento y cultura
San Pedro de los Pinos cuenta con una oferta comercial y de entretenimiento, que incluye restaurantes, cafés, foros, boutiques, gimnasios, escuelas, bancos, hoteles y cines. Cuenta con un centro comercial llamado Metrópolis Patriotismo. La colonia también es albergue de artistas, entre ellos se encuentran el escultor Sebastián quién tiene su fundación en la avenida Patriotismo y Sirako que tiene su estudio y casa justo detrás de la Fundación Sebastián.

## Residentes célebres
- Emilio Carballido (1925-2008) Escritor y dramaturgo. Fue nombrado vecino distinguido de San Pedro de los Pinos.[4] Vivió en la esquina de avenida 2 y calle 9.[4]
- Isabel Leñero (1962) Pintora y columnista vivió en avenida 2 número 77.
- Vicente Leñero (1933-2014) Novelista, guionista, periodista, dramaturgo, ingeniero civil y académico. Fue autor de numerosos libros, historias y obras de teatro. Vivió y murió en la avenida 2 número 77.[5]
- Melesio Morales (1838-1908) Compositor, considerado uno de los más importantes compositores Mexicanos del siglo XIX. Vivió y murió en San Pedro de lo Pinos[6] La calle Melesio Morales fue nombrada en su honor.
- Laura Méndez de Cuenca (1853-1928) escritora, pedagoga y periodista. Llegó hacia 1889 y vivió ahí hasta su muerte
- Antonio de Valdés (1960) Destacado cronista deportivo de la empresa Televisa (TUDN). Ha narrado los eventos más importantes del ámbito deportivo. Vivió su infancia en San Pedro de los Pinos.
- Jorge Garralda (1961) Destacado periodista y presentador de televisión de la empresa TV Azteca. Vivió su infancia en San Pedro de los Pinos.[7]
- Sebastian (1961) Escultor Chihuahuense, creador del Caballito de Reforma